# 康巴尔县
康巴尔县(乌尔都语: ضلع قمبر)，又称康巴尔赫达德科特县，巴基斯坦信德省的一个县，位于该省西部。康巴尔县原为拉尔卡纳县的一部分。该县曾名赫达德科特县，之后由于康巴尔市方面的不满，遂改名为康巴尔赫达德科特县。